# Elise Holst
Elisabeth (kaldet Elise) Frederikke Margrethe Holst, født Heger (23. november 1811 i København – 8. april 1891) var en dansk skuespillerinde, der 15. april 1834 blev gift med skuespilleren W.C. Holst.

## Biografi
Som datter af kunstnerparret Stephan Heger og hans hustru Eline fik den unge Elisabeth Heger, i en tidlig alder interesse for scenen og var da heller ikke mere end 16 år gammel, da hun 16. december 1827 debuterede på det Kongelige Teater som Emilie Galotti. Allerede ved sin anden debut, Signe i Hagbarth og Signe, overbeviste hun tilskuerne om, at teatret i hende havde vundet en Oehlenschlägersk elskerinde af fremragende rang. Hun kom hurtig ind i repertoiret, og det var både mange og betydningsfulde opgaver, der betroedes hende. I roller som Gulnare i Aladdin, Sigrid i Amleth og Ingeborg i Kjartan og Gudrun siges hun ha vist, hvilken sjæl, varme og inderlighed hun kunde lægge i sit spil. Fru Heiberg kaldte hende
"en yndig Skuespillerinde i stille, slørede Roller".
Af hendes repertoire, som omfatter henved 250 roller, kan fremhæves: 1829 Ophelia i Hamlet, 1830 Amalie i Røverne, 1833 Johanna i Johanna d'Arc, Marie i Bagtalelsens Skole, Ingeborg i Dronning Margareta, 1834 Clara i Egmont, Championetta i Kjærlighed ved Hoffet, 1835 Coronata i Alferne, Sophie i Erik og Abel, 1837 Regisse i Svend Dyrings Hus, 1840 Cecilie i Badet i Dieppe, 1841 Gabrielle i Gabrielle de Belle-Isle, 1849 Lady Algernon i Tonietta, 1851 Cordelia i Kong Lear, 1852 jomfru Kirstine i Tycho Brahes Ungdom, 1857 Thora i Hakon Jarl, 1861 Dronning Margareta, 1864 fru Helvig i Svend Dyrings Hus, 1869 Grisola i Pottemager Walter. I de senere år anvendtes Elise Holst ikke meget, hun optrådte sidste gang 8. maj 1870 som Ingrid i Brylluppet paa Ulfsbjærg og afskedigedes ved teaterårets udgang.